# Coelocorynus decellei
Coelocorynus decellei är en skalbaggsart som beskrevs av Jan Krikken 2003. Coelocorynus decellei ingår i släktet Coelocorynus och familjen Cetoniidae. Inga underarter finns listade i Catalogue of Life.